# Steekproef

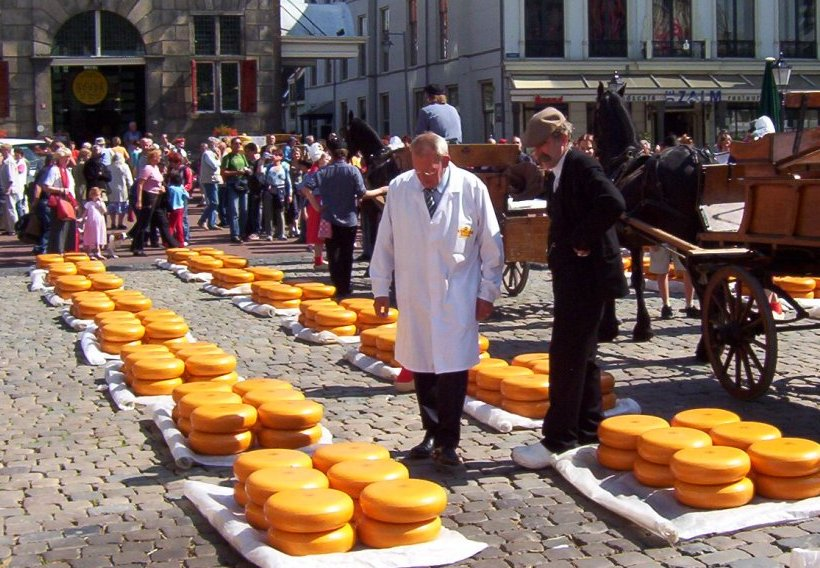
Keurmeester op een kaasmarkt

Een steekproef of monster, een begrip in de statistiek, of trekking in de kansrekening, is een selectie uit een totale populatie ten behoeve van een meting van bepaalde eigenschappen van die populatie. Een monster kan in het dagelijkse spraakgebruik ook een voorbeeld van een individu uit een populatie betekenen. 
Steekproef komt van het Duitse Stichprobe, dat werd gebruikt voor een monster uit het vloeibare metaal in een hoogoven. Het werd ook gebruikt voor een monster uit een ongeopende zak graan met een speciaal instrument dat de zak niet beschadigde. Op de kaasmarkt is de letterlijke steekproef als de keurmeester een kaasboor in de kaas steekt om uit het midden van de kaas een stukje te keuren, door te proeven.
De keuze voor een meting met behulp van een steekproef in plaats van de totale populatie wordt bepaald door de volgende overwegingen:
- bij een populatie van grote omvang is het praktisch ondoenlijk alle elementen te meten
- als de metingen kostbaar zijn, kan maar een beperkt aantal metingen worden gedaan
- bij destructief onderzoek zou de hele populatie verloren gaan
- als snelheid nodig is, kan niet de hele populatie worden onderzocht
- als er geen al te grote nauwkeurigheid wordt verlangd, kan met een steekproef worden volstaan
- het is gemakkelijker maar een deel van de populatie te onderzoeken.

## Soorten steekproef
Men kan op verschillende manieren een steekproef uitvoeren. 

### Aselecte steekproef
Als alle elementen uit de populatie dezelfde kans hebben om in de steekproef te worden opgenomen, dan is het een aselecte steekproef. 

### Selecte steekproef
Bij een selecte steekproef worden de elementen niet op basis van kans uit een populatie genomen.

### Representatieve steekproef
Als de populatie ten aanzien van een bepaald kenmerk is onderverdeeld, in een partitie, dus in deelverzamelingen, dan wordt in een representatieve steekproef ervoor gezorgd dat deze deelverzamelingen in dezelfde verhouding in de steekproef zijn vertegenwoordigd als in de populatie. Zo is een steekproef representatief wat het kenmerk geslacht betreft als de verhouding waarin mannen en vrouwen in de steekproef voorkomen ongeveer gelijk is aan de verhouding in de bevolking. De keuze bepaalt in grote mate de validiteit van verdere analyse.

#### Quotasteekproef
Een quotasteekproef is een vorm van representatieve steekproef. De aantallen voor de te representeren categorieën, de quota, worden vooraf bepaald, maar het wordt aan hun die daadwerkelijk de steekproef uitvoeren, overgelaten de elementen zelf te kiezen, als de gewenste quota maar gehaald worden.

### Gelaagde of gestratificeerde steekproef
Als de populatie ten aanzien van een bepaald kenmerk in een partitie is verdeeld, dan is de steekproef gelaagd of gestratificeerd als de steekproef wordt gevormd door steekproeven uit ieder van de klassen in de partitie. Een voorbeeld hiervan is een steekproef waarbij uit elke klas van een basisschool drie leerlingen worden gekozen.

### Clustersteekproef
Clusters zijn verdelingen van de populatie in een aantal vergelijkbare deelpopulaties. Bij een clustersteekproef wordt een aselecte steekproef uit de clusters getrokken en worden vervolgens alle elementen van de geselecteerde clusters in de steekproef opgenomen. Een voorbeeld van een clustersteekproef is het onderzoeken van de teamleden van 3 van de 20 teams van een sportclub. Hierbij zijn dus alle elementen, in dit geval de sporters, van de 3 deelpopulaties, dat zijn de sportteams, uit de gehele populatie, de sportclub, gekozen.

### Systematische steekproef
De elementen die in de steekproef worden opgenomen worden in een systematische steekproef op systematische wijze bepaald. Zo kan als systeem worden gehanteerd dat elke tiende voorbijganger wordt ondervraagd, tot het gewenste aantal is bereikt.

### Gemakssteekproef
In een gemakssteekproef worden de elementen die in de steekproef worden opgenomen, gekozen uit een voor de hand liggend, gemakkelijk toegankelijk deel van de onderzoekspopulatie.

### Sneeuwbalsteekproef
In gevallen waarin de elementen van de populatie moeilijk bereikbaar zijn, wordt wel een volgend element in de steekproef aangewezen of bepaald door een vorig element, waardoor een soort sneeuwbaleffect ontstaat. Een op deze wijze verkregen steekproef is een sneeuwbalsteekproef.

## Voorbeelden
Een voorbeeld van een steekproef in materiële en statistische zin is (was) te zien tijdens de suikerbietencampagne. De suikerbieten worden, nadat ze zijn gerooid, met vrachtwagens naar een schip gebracht om verder naar de fabriek te worden vervoerd. Omdat de vrachtwagens bieten van verschillende bedrijven aanvoeren, wordt elke vrachtwagen zowel voor als na het lossen gewogen, maar tevens wordt met een groot apparaat van elke vrachtwagen een steekproef genomen op een willekeurige plaats in de lading om de kwaliteit vast te stellen.
Bij een ander voorbeeld kon bij een steekproef van 1000 beurzen worden geteld hoeveel buitenlandse euromuntjes erin zaten. Op grond daarvan kan dan worden geschat hoeveel vreemde euromuntjes er in het hele land, in de populatie in omloop zijn. Een schatting heeft een foutenmarge die afhangt van de wijze van trekken van de steekproef. Als er relatief veel beurzen uit grensgemeenten in de steekproef worden opgenomen, dan is deze niet representatief, met als gevolg een waarschijnlijk vertekende uitkomst.

## Variabiliteit bij steekproeven
Doordat iedere steekproef uit andere elementen van de populatie kan bestaan, verschillen de uitkomsten gewoonlijk van elkaar. Dat wordt de variabiliteit bij steekproeven genoemd.

## Schatters
De manier van verwerking van de resultaten van een steekproef is een schatter. De keuze voor een schatter hangt af van de te verwachten eigenaardigheden van de kansverdeling in een populatie en van de eigenschap van de te onderzoeken populatie. De meest gangbare schatters zijn:
- het rekenkundig gemiddelde, de som van de waargenomen waarden gedeeld door het aantal waarnemingen
- de mediaan, de middelste waarde uit de op waarde gesorteerde reeks waarnemingen
- de modus of modale waarde, de waarde met de meeste voorkomens in een reeks waarnemingen

Daarnaast zijn er schatters voor de spreiding en voor de scheefheid van de steekproef.
| Onderzoeksvariabelen en gegevens | Onderzoeksvariabelen en gegevens | Onderzoeksvariabelen en gegevens  | Onderzoeksvariabelen en gegevens    | Onderzoeksvariabelen en gegevens  | Onderzoeksvariabelen en gegevens  | Onderzoeksvariabelen en gegevens | Onderzoeksvariabelen en gegevens | Onderzoeksvariabelen en gegevens |
| -------------------------------- | -------------------------------- | --------------------------------- | ----------------------------------- | --------------------------------- | --------------------------------- | -------------------------------- | -------------------------------- | -------------------------------- |
| Variabelen                       | Categorie                        | kwalitatief = categorisch         | kwalitatief = categorisch           | kwalitatief = categorisch         | kwantitatief = numeriek           | kwantitatief = numeriek          | kwantitatief = numeriek          | kwantitatief = numeriek          |
| Variabelen                       | Type                             | discreet en niet-negatief         | discreet en niet-negatief           | discreet en niet-negatief         | discreet en niet-negatief         | discreet en niet-negatief        | continu                          | continu                          |
| Variabelen                       | Meetschaal                       | nominaal (polytoom)               | ordinaal                            | binair (dichotoom)                | binair (dichotoom)                | telling                          | interval                         | ratio                            |
| Bewerkingen                      | Bewerkingen                      | ≠, =                              | ≠, =, >, <                          | ≠, =                              | ≠, =                              | +, -                             | +, -                             | +, -, *, ÷                       |
| Eigen- schappen                  | Volgorde                         |                                   | x                                   |                                   | x                                 | x                                | x                                | x                                |
| Eigen- schappen                  | Verschillen                      |                                   |                                     |                                   | x                                 | x                                | x                                | x                                |
| Eigen- schappen                  | Echt nulpunt                     |                                   |                                     |                                   | x                                 |                                  |                                  | x                                |
| Schatters                        | Modus                            | x                                 | x                                   | x                                 | x                                 | x                                | x                                | x                                |
| Schatters                        | Mediaan                          |                                   | x                                   |                                   | x                                 | x                                | x                                | x                                |
| Schatters                        | Gemiddelde                       |                                   |                                     |                                   | x                                 | x                                | x                                | x                                |
| Schatters                        | Spreiding                        |                                   | interkwartiel- afstand              |                                   |                                   | variantie                        | variantie                        | variantie                        |
| Mogelijke waarden                | Mogelijke waarden                | categorieën, rubrieken            | met rangordes                       | true/false (Ja/Nee)               | 0, 1                              | 0, 1, …                          | 0-waarde willekeurig             | 0-waarde reëel                   |
| Voorbeelden                      | Voorbeelden                      | bloedgroep, geloof, nationaliteit | medaille, kledingmaat, tevredenheid | gehuwd?, geslaagd?, rechtshandig? | gehuwd?, geslaagd?, rechtshandig? | #fouten, #inwoners, #kinderen    | geboren op, temp. ℃/℉, IQ        | gewicht, temp. °K, voltage       |

## Vertekening
Als bepaalde uitkomsten, gewild of ongewild, systematisch worden bevoordeeld, dan is er sprake van een vertekening. Zo was er in de tijd dat nog lang niet iedereen een telefoon had bij telefonische enquêtes een sterke vertekening. 

## Uitbijters
Het resultaat van de steekproef kan uitbijters bevatten. Dit zijn waarnemingen die sterk afwijken van wat wordt verwacht. Er dient dan te worden bekeken wat de oorzaken van deze uitbijters zijn of kunnen zijn. Als er redenen zijn om aan te nemen dat deze gegevens verkeerd zijn, door bijvoorbeeld een typefout bij de gegevens-invoer, kan er voor worden gekozen deze gegevens te verwijderen. Als deze redenen ontbreken is het aan te raden de gegevens twee keer te analyseren: een keer met de uitbijters en een keer zonder. Op deze manier kan de invloed van de uitbijters worden bepaald.  
betrouwbaarheid · 
centrummaat · 
gemiddelde · 
gewogen gemiddelde · 
interkwartielafstand · 
kans · 
kansrekening · 
kwartiel · 
mediaan · 
meetkundig gemiddelde · 
modus · 
p-waarde · 
percentiel · 
rekenkundig gemiddelde · 
schatten · 
significantie · 
scheefheid · 
spreiding · 
standaardafwijking · 
statistiek · 
statistische toets · 
steekproef · 
uitbijter · 
variatiecoëfficiënt · 
verdelingsfunctie